# Musa – Der Krieger
Musa – Der Krieger (Hanja: 武士; Hangeul: 무사) ist ein südkoreanischer Film aus dem Jahre 2001, gedreht von Kim Sung-su.
Der zum Teil auf historischen Begebenheiten beruhende Film wird als eines der wichtigsten südkoreanischen Filmepen bezeichnet. Während seiner Produktionszeit galt der Film als bisher teuerster südkoreanischer Film.
Musa erzielte 2001 das achthöchste Einspielergebnis in Korea (2.067.100 verkaufte Karten).

## Handlung
Im Jahre 1375 in China: Eine Gesandtschaft aus Korea ist auf dem Weg nach Nanjing, der Hauptstadt der Ming-Dynastie. Dort angekommen wird die Gesandtschaft der Spionage und des Mordes beschuldigt und in die Wüste verbannt. In der Wüste wird die Gefangenenkarawane von Kriegern der mongolischen Yuan überfallen, welche alle Chinesen töten und die Koreaner unbehelligt in der Wüste zurücklassen. Allerdings ist der erste Gesandte bei dem Kampf gefallen, sodass die Verbliebenen entscheiden, zurück nach Korea zu gehen. Auf dem Weg durch die Wüste stirbt nun auch der zweite Gesandte, entlässt aber vorher seinen Sklaven Yeo-Sol in die Freiheit, der sich als ausgezeichneter Kämpfer mit dem Guan Dao erweist.
Auf ihrem Heimweg gelangt die stets zerstrittene Gruppe in ein Dorf, in welchem sich ihnen ein Mönch anschließt und sie erneut auf die Yuan treffen. Diese haben die gefangene Ming-Prinzessin Bu-Yong dabei. Der koreanische General Jung Choi entschließt sich, die Prinzessin zu befreien, um im Gegenzug das Ansehen der Koreaner beim Kaiser zu heben und die Mission doch noch zu erfüllen. Die Gruppe befreit die Prinzessin aus der Gefangenschaft der Yuan und flieht mit ihr in Richtung einer Ming-Festung an der Küste. Verfolgt durch die Yuan erreichen sie diese, müssen aber feststellen, dass die Festung verwaist ist und sie nun alleine gegen die Übermacht der Yuan stehen. In einer Schlacht gelingt es, das Leben der Prinzessin zu bewahren, aber nur ein einziger Koreaner überlebt den Kampf.

## Kritiken
„Sehr martialischer Actionfilm aus Südkorea, konzipiert als gigantisches Epos. Die zahlreichen Kampfszenen werden nicht zur Heroisierung der Kombattanten genutzt, vielmehr wird Krieg als blutiges Gemetzel dargestellt.“

## Auszeichnungen
Asia-Pacific Film Festival 2001
- Bester Schnitt für Kim Hyun

Fant-Asia Film Festival 2003
- Bester asiatischer Film (3. Platz) für Kim Sung-Su